# Amaury Morales
Amaury Morales Rosas (ur. 3 grudnia 2005 w mieście Meksyk) – meksykański piłkarz występujący na pozycji skrzydłowego, od 2023 roku zawodnik Cruz Azul.